# بالدوین چهارم اورشلیم
بالدوینِ چهارمِ اورشلیم (انگلیسی: Baldwin IV of Jerusalem؛ ۱۱۶۱–۱۱۸۵) که با نام پادشاه جذامی (Leper King) نیز شناخته می‌شود، پادشاه اورشلیم در میان سال‌های ۱۱۷۴ تا هنگام مرگش در ۱۱۸۵ میلادی بود.
او پسر امالریک یکم، پادشاه اورشلیم، و آگنس کورتنی بود که در میانه ۱۱۶۱ میلادی به دنیا آمد. اگرچه ازدواج امالریک و آگنس در سال ۱۱۶۳ باطل اعلام شد اما بالدون و خواهرش سیبلا هر دو از جانب پاپ الکساندر سوم فرزندان قانونی و شرعی آمالریک به‌شمار آمدند. در ایام کودکی بود که نخستین نشانه جذامی او توسط ویلیام صوری بر همگان آشکار شد. با مرگ آمالریک در سال ۱۱۷۴ او به عنوان جانشین پدرش تاج‌گذاری کرد اما به علت اینکه هنوز به سن قانونی نرسیده بود، ریموند کنت طرابلس نایب حکومت او شد تا یک سال بعد خود بالدوین زمام حکومت را در دست بگیرد.
او در ۱۶ سالگی و در سال ۱۱۷۷ صلاح‌الدین ایوبی، سلطان مصر و شام را در نبرد مونتگیسارد شکست داد؛ با این حال پس از شکست نیروهایش در نبرد مرج العیون، با صلاح‌الدین توافق صلحی را برقرار کرد. در سال ۱۱۸۰ ریموند با سپاهی به سمت اورشلیم لشکر کشید تا بالدوین را خلع و خواهرش سیبلا را به ازدواج فرد مدنظرش درآورد. اما پیش از این، بالدوین سیبلا را با اصرار مادرش به ازدواج گی لوزینیان درآورده بود. از سال ۱۱۸۳ بیماری او شدت یافت به گونه‌ای قادر به سوار شدن بر اسب نبود و قدرت بینایی او نیز به شدت آسیب دیده بود. او پیش از مرگ، خواهرزاده خویش را به عنوان جانشین خود انتخاب و ریموند را به عنوان نایب حکومت او برگزید. او سرانجام در ۱۱۸۵ درگذشت و خواهرزاده‌اش با عنوان بالدوین پنجم جانشین او شد.

## اوایل زندگی
بالدوین در میانهٔ سال ۱۱۶۱ به دنیا آمد. پدر و مادرش امالریک (آن‌گاه کنت یافا و اشکلون) و آگنس کورتنی بودند. پدرخوانده بالدوین عموی او، پادشاه بالدوین سوم بود که به شوخی گفت هدیه غسل تعمید او پادشاهی اورشلیم بود. پادشاهِ جوان اخیراً ازدواج کرده بود، و بعید به نظر می‌رسد که برادرزاده‌اش به پادشاهی برسد. با این حال بالدوین سوم در سال ۱۱۶۳ بدون فرزند درگذشت. امالریک وارث او بود، اما اشراف‌زادگان پادشاهی شدیداً ضدِ همسر امالریک، آگنس، بودند. اشراف‌زادگان احتمالاً به‌وسیلهٔ نفوذ روزافزون او مورد تهدید قرار گرفته بود. دیوان عالی امالریک را مجبور کرد که با فسخ نکاح خود به دلیل هم‌خونی موافقت کند تا به‌عنوان پادشاه پذیرفته شود. امالریک موفق شد فرزندان خود و اگنس، یعنی سیبیل و بالدوین را علی‌رغم فسخ نکاح، مشروع اعلام کند. بالدوین بدون مادر بزرگ شد، زیرا مادرش خیلی زود مجدداً ازدواج کرد (نخست با هیو ایبلین و سپس با رینالد صیدا) و فقط بالدوین را در مناسبت‌های عمومی می‌دید. بالدوین همچنین به ندرت خواهرش سیبیل را می‌دید که در صومعهٔ سنت لازاروس به‌وسیلهٔ پدربزرگشان آیووتا بزرگ شده بود. بالدوین در شش سالگی صاحب یک نامادری به‌نام ماریا کومننه شد که با او صمیمی نبود. ملکه زن جاه‌طلبی بود و احتمالاً بالدوین را مانعی برای فرزندان خود می‌دید.
پادشاهی اورشلیم و دیگر دولت‌های صلیبی توسط فرانک‌ها و کاتولیک‌های فرانسوی‌زبان که از اروپای غربی به شام وارد شده بودند و همچنان فرهنگ غربی داشتند، اداره می‌شدند. قلمروی آن‌ها به‌وسیلهٔ دولت‌های مسلمان عرب احاطه شده بودند. امالریک برای بالدوین، به عنوان وارث بلافصل پادشاهی، تحصیلات خوبی فراهم کرد. شاهزادهٔ نه ساله برای زندگی نزد ویلیام صوری فرستاده شد. ویلیام متوجه شد بالدوین برخلاف سایر کودکان در زمین بازی، هنگامی توسط همسالانش مورد نیشگون قرار می‌گیرد، گریه نمی‌کند. پس از مدتی معلم فهمید که بالدوین نمی‌تواند در بازوی راست خود احساس درد کند. پادشاه اعراب را به‌کار گرفت تا بالدوین را معالجه کنند و به او اسب‌سواری بیاموزند برای اشراف فرانکی ضروری بود. بالدوین فقط در یک دست حس داشت، و ملزم بود کنترل اسب در نبرد را تنها با استفاده از زانوهای خود یاد بگیرد. او علی‌رغم داشتن نقص، در سوارکاری مهارت داشت. جذام مشکوک بود، اما هنوز هیچ علائم قابل مشاهده ای وجود نداشت و پزشکان در تشخیص آن تردید داشتند، زیرا باعث بدنامی بالدوین می‌شد. اگر بیماری در کودکی تشخیص داده می‌شد، ممکن بود بالدوین به ورود به فرقه سنت لوزارس ملزم شود.
در دوران نوجوانی، بالدوین در رویارویی با بیماری، نسبت به سن خود باهوش، مصمم و خوش‌بین بود. او از نظر خوش‌سیمایی، شکل اندام و طرز راه رفتن به پدرش شباهت داشت. بالدوین سریع می‌آموخت، اما لکنت داشت. او از گوش دادن به داستان‌ها و درس‌های تاریخ لذت می‌برد. مربی او، ویلیام، به حافظهٔ ممتاز بالدوین اشاره کرد و بیان داشت که او مهربانی و بی‌احترامی‌هایی که دیگران به او کرده بودند را فراموش نکرده است.
امالریک تلاش کرد سیبیل با کنت فرانسوی استفان یکم سانسر ازدواج کند، که در صورت مرگ زودهنگام امالریک، به‌عنوان نایب‌السلطنه از طرف بالدوین بر پادشاهی حکومت می‌کرد. زمانی که پزشکان به او اطلاع دادند بالدوین ممکن است به جذام مبتلا شود، امالریک ممکن است به جای بالدوین، سیبیل و استفان را به‌عنوان حاکمان نهایی در نظر بگیرد، اما این ازدواج صورت نپذیرفتن. در ژوئن ۱۱۷۴ پادشاه به دیسانتری مبتلا شد. او در همان سال درگذشت و وارثی زیر سن قانونی بر جای گذاشت، همان‌طور که می‌ترسید این اتفاق بیفتد.

## تاج‌گذاری

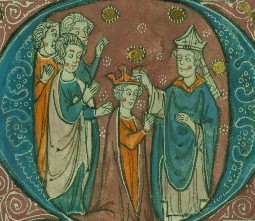
تاج‌گذاری بالدوین به‌دست امالریک نسله در نقاشی مربوط به اواخر سدهٔ سیزدهم

پس از مرگ امالریک، دیوان عالی جلسه‌ای برای بحث در مورد جانشینی تشکیل داد. جذام بالدوین هنوز تشخیص داده نشده بود، اما دیوان عالی باید از سوء ظن پزشکان سلطنتی مبنی بر ابتلای بالدوین به جذام مطلع بوده باشد. با این حال هیچ گزینهٔ مناسبی وجود نداشت و بالدوین تنها پسر پادشاه بود. امالریک از ازدواج دوم خود دو دختر داشت که از آن‌ها فقط ایزابلا در خردسالی زنده ماند. جانشینی زن به صراحت مجاز بود، اما سیبیل نوجوانی مجرد بود و ایزابلا تنها دو سال داشت. نامزدهای مرد، یعنی پسرعموهای امالریک: شاهزاده بوهموند سوم انطاکیه، بالدوین انطاکیه، و کنت ریمون سوم، کنت طرابلس از نظر سیاسی نامناسب بودند.
پس از سه روز مشورت، بالدوین چهارم برگزیده شد. انتظار می‌رفت که در صورت وخیم شدن بیماری بالدوین، شوهری برای سیبیل پیدا شود تا او به جانشینی برسد. تاج‌گذاری پادشاه جوان به‌وسیلهٔ پاتریارک لاتین اورشلیم، یعنی امالریک نسله، بلافاصله در کلیسای مقبره مقدس انجام شد. فرمانروایان قرون وسطی معمولاً یکشنبه‌ها تاج‌گذاری می‌کردند اما در مورد بالدوین، در عوض ۱۵ ژوئیه ۱۱۷۴ انتخاب شد، زیرا همزمان با هفتاد و پنجمین سالگرد محاصره اورشلیم در نخستین جنگ صلیبی بود.

## نیابت سلطنت
بالدوین تا زمانی که به سن بلوغ برسد، به نایب‌السلطنه‌ای نیاز داشت تا به نام او حکومت کند. این سن در پادشاهی اورشلیم ۱۵ بود. حکومت در ابتدا بر عهدهٔ سرمباشر مایلز پلانسی بود. اندکی پس از آن، کنت ریموند سوم طرابلس به اورشلیم رسید و موفق شد به عنوان نزدیک‌ترین خویشاوند پادشاه ادعای نایب‌السلطنه کند. مایلز در حالی به قتل رسید که در تلاش بود قدرت خود را بر حکومت گسترش دهد. به مدت دو سال هیچ سرمباشر جدیدی گماشته نشد، و بنابراین پادشاه جوان و بیمار جلسات سنگین دیوان عالی را هنگامی که نایب‌السلطنه در حین خدمت نظامی یا در طرابلس بود، اداره می‌کرد.
مادر بالدوین، اگنس، زمانی که ریموند نایب‌السلطنه شد، به دیوان بازگشت. مورخان او را به سوء استفاده از شرایط پسرش برای به دست آوردن منافع شخصی متهم می‌کنند؛ اما منابع معاصر، از جمله معلم بالدوین یعنی ویلیام تایر، جانبداری او را می‌کنند. بالدوین که از دو سالگی بدون اگنس بزرگ شده بود، هیچ خاطره‌ای از مادرش نداشت، اما اگنس مخلصانه با او مهربان شد و بالدوین وابستگی شدیدی به او پیدا کرد.
در طول نیابت سلطنت مشخص شد که پادشاه واقعاً تحت تأثیر جذام قرار گرفته است. مشخص نیست این بیماری از چه کسی به او منتقل شد، اما باید فردی بوده باشد که زمان زیادی را با بالدوین گذرانده است و علائمش را از خود نشان نداده است. دورهٔ بلوغ ممکن است باعث تسریع ایجاد شکل لپروماتوز این بیماری شده باشد. سلامتی او به سرعت وخیم شد. دست و پا و صورت به شدت آسیب‌دیدهٔ او باعث می‌شد افراد هنگام مراجعه به او آشفته شوند. با این حال، برخلاف رویه رایج بالدوین هرگز از دیگر افراد جدا نشد. به عنوان یک جذامی، بالدوین نمی‌توانست ازدواج کند یا انتظار بچه‌دار شدن داشته باشد. بنابراین ترتیب دادن ازدواج برای خواهر بالدوین و جانشین فرضی، یعنی سیبیل، به اولویت تبدیل شد. منتخب ریموند برای ازدواج سیبیل، ویلیام مونفروا، فرزند ویلیام پنجم، مرزبان مونفروا از ایتالیا، و پسرعموی هر دو امپراتور مقدس روم فریدریش و پادشاه لوئی هفتم فرانسه بود.

## حاکمیت شخصی

### حمله برنامه‌ریزی‌شده
در دومین سالگرد تاج‌گذاری‌اش، یعنی ۱۵ ژوئیه ۱۱۷۶، بالدوین به سن قانونی رسید و دوره نیابت ریموند به پایان آمد. پادشاه به پیشنهاد مادرش، دایی وفادار و توانمند خود، ژوسلین کورتنی، را به سمت سنشال (سرمباشر) منصوب کرد و ترتیب ازدواج او را با اگنس میلی، که وارث ثروتمندی بود، داد. این تغییر در ساختار حکومت، نشان‌دهنده رویکرد جدید فرانک‌ها به سلطان مصر، صلاح‌الدین ایوبی، بود؛ کسی که در زمان نیابت ریموند با فتح امارت‌های مسلمان در سوریه، دولت‌های صلیبی را محاصره کرده بود.  بالدوین پیمان صلح ریموند با صلاح‌الدین را تأیید نکرد و با نظر ژوسلین کاملاً موافق بود که قدرت سلطان باید مهار شود.
به محض اینکه بالدوین اداره حکومت را به دست گرفت، با مشاورانش شروع به برنامه‌ریزی برای یک حمله تمام‌عیار به مصر کرد. پادشاه از فرصت لشکرکشی صلاح‌الدین به حلب استفاده کرد و به اطراف دمشق یورش برد. این اولین تجربه او از جنگ بود. با اینکه فقط یک دستش کار می‌کرد، از واگذاری وظایف نظامی‌اش خودداری کرد و خودش در نبرد شرکت کرد. سپس او و مشاورانش تصمیم گرفتند در جنگ صلاح‌الدین علیه فرقه حشاشین مداخله کنند. در یکم اوت، بالدوین و ریموند به ترتیب سپاهیان اورشلیم و طرابلس را رهبری و به دره بقاع (لبنان امروزی) حمله کردند. آن‌ها پادگان دمشق را شکست دادند و صلاح‌الدین را وادار کردند که لشکرکشی‌اش را رها کند.
ویلیام مونفروا در نوامبر ۱۱۷۶ با سیبیل، خواهر بالدوین، ازدواج کرد و کنت یافا و اشکلون شد. نجیب‌زادگان در تردید بودند، چون دیگر به توانایی پسرعموی ویلیام، امپراتور فردریک، برای کمک به پادشاهی اعتماد نداشتند. به گفته سیکارد از کرمونا، بالدوین پیشنهاد داد تاج و تخت را به ویلیام واگذار کند، اما اگر این پیشنهاد را داده بود، ویلیام نپذیرفت، چون می‌دانست حمایت نجیب‌زادگان را ندارد.
برای حمله به مصر، بالدوین به پشتیبانی دریایی نیاز داشت. به همین دلیل، رونو دو شاتیون را در زمستان ۱۱۷۶–۱۱۷۷ به قسطنطنیه نزد امپراتور مانوئل، داماد ناتنی رونو دو شاتیون، فرستاد. مانوئل پذیرفت در حمله شرکت کند، به شرط اینکه سلطه بیزانس بر پادشاهی برقرار شود و پاتریارک ارتدوکس، لئونتیوس دوم، به اورشلیم بازگردد. چون مأموریت رونو دو شاتیون موفق بود، بالدوین با ازدواج او با استفانی مایلی، بانوی ماورای اردن، موافقت کرد.
در آوریل ۱۱۷۷، ویلیام مونفروا در اشکلون به مالاریا مبتلا شد.  بالدوین به دیدارش رفت و خودش هم به شدت بیمار شد. ویلیام در ژوئن درگذشت و سیبیل هم باردار بود، در حالی که بالدوین هم ناتوان شده بود و جانشینی نداشت، آن هم در آستانه یک حمله بزرگ جنگی. پادشاه، حکومت و فرماندهی نظامی را به رونو دو شاتیون سپرد و کنت طرابلس را نادیده گرفت. فیلیپ یکم، کنت فلاندرز و پسرعموی بالدوین، در سپتامبر به شرق آمد و از طرف پسرعموی دیگرش، هنری دوم پادشاه انگلستان، کمک مالی فرستاد. هنری به این موضوع اهمیت می‌داد، چون او و بالدوین هر دو از خاندان آنژوین بودند. بالدوین که هنوز در بستر بیماری در اشکلون بود، با تخت روان به اورشلیم آمد و به پیشنهاد مشاورانش، شورایی عمومی برگزار کرد و نیابت را به فیلیپ پیشنهاد داد. فیلیپ نپذیرفت و رونو دو شاتیون جایگاهش را حفظ کرد.
بیزانسی‌ها یک ناوگان جنگی فرستادند تا برای حمله به مصر آماده شوند، اما به حسرت و ناراحتی بالدوین، آنها عقب‌نشینی کردند. دلیلش این بود که فیلیپ از فلاندر، بوهموند از آنتیوخ، ریموند از طرابلس و راجر مولینز که استاد بزرگ شوالیه‌های مهمان‌نواز بود، با بیزانسی‌ها همکاری نکردند. قدرت صلاح‌الدین مهار نشد و اتحاد با بیزانس فروپاشید. با وجود خصومت امالریک نسله (پاتریارک لاتین)، بالدوین همچنان به لئونتیوس (پاتریارک یونانی) نزدیک شد، به امید اینکه بیزانسی‌ها به پادشاهی او وفادار بمانند.

## میراث
شکست مسیحیان در نبرد حطین دو سال پس از مرگ بالدوین، میراث پادشاه را خدشه‌دار کرد، به‌طوری که مورخان منشأ پیدایش اختلاف نظرهای مصیبت‌آمیز دوران پادشاهی بالدوین را پیگیری کردند. با این حال، هنگامی که بالدوین بر تخت نشسته بود، پادشاهی هیچ قلمرویی را از دست نداد و از نظر اقتصادی و معنوی شکوفا شد. بالدوین اهمیت بازدارندگی قدرت صلاح‌الدین را درک کرد و این کار منجر به گزینش صحیح وزیران شد. او استراتژی یا دیپلماسی را به تنهایی تدارک ندید و پشتیبانی کلیسا و امور مالی را به‌ترتیب به مادرش اگنس و عموی خود جوسلین سپرد. نقش عمدهٔ بالدوین، عزم راسخ او به‌منظور عدم کناره‌گیری پیش از یافتن جانشین شایسته بود، به رغم آنکه جذام مسئولیت حکمرانی را طاقت‌فرسا می‌کرد. همان‌طور که جنگ در دوران پادشاهی او و به‌ویژه در پیامدهای فاجعه‌بار آن آشکار بود، بالدوین به تنهایی وحدت را در پادشاهی حفظ کرد.

خداشناسان مسیحی معاصر دربارهٔ موضوع جذام اختلاف نظر داشتند. پاپ الکساندر سوم هنگام نگارش در مورد بالدوین، ابراز همدردی چندانی نکرد و جذام را «قضاوت عادلانه خدا» عنوان کرد، اما مکتب فکری دیگری، مؤمنان را تشویق می‌کرد که مسیح را در افراد فلاکت‌زده ببینند. پادشاهی بالدوین ممکن است منجر به بدنام‌سازی کمتر این بیماری در پادشاهی اورشلیم طی سدهٔ سیزدهم شود. پذیرش بیماری او، برخی از مسلمانان را سردرگم کرد. عمادالدین اصفهانی، تاریخ‌نگار مسلمان، نوشت: 
با وجود بیماری، فرانک‌ها به او وفادار بودند؛ آن‌ها به او دلگرمی می‌دادند … به حاکمیت او راضی بودند؛ او را تجلیل کردند … مشتاق بودند که او را بر مسند قدرت نگه دارند، اما به جذام او اهمیت ندادند.

عفت بالدوین که گواهی بر قداست فراتر از انتظار او دیده می‌شود، ممکن است در وجههٔ عمومی او نقش داشته باشد، و موفقیت او در برابر صلاح‌الدین، نشانه‌ای از لطف خدا تفسیر شد. پس از جنگ مصیبت‌بار صلیبی هفتم، پیرمردی در دمشق به یک مبارز صلیبی گفت: 
زمانی را دیده‌ام که بالدوین پادشاه اورشلیم، همانی که جذامی بود، صلاح‌الدین را کوبید، اگرچه او فقط ۳۰۰ مرد مسلح در برابر ۳۰۰۰ مرد مسلح صلاح‌الدین داشت. اما اکنون گناهانتان به چنین حدی رسیده که شما را مانند چهارپایان در زمین جمع‌آوری می‌کنیم.
علی‌رغم جایگاه رفیعی که از بالدوین در نظر گرفته شده، او ایمان خاصی نداشت. او در درجه اول هم در شخصیت و هم در تربیت یک شوالیه بود، و از نظر معاصران، متمایزترین صفات او شجاعت و شرافت بود.